# Patriot Act with Hasan Minhaj
Patriot Act with Hasan Minhaj é um talk-show estadunidense apresentado por Hasan Minhaj, que estreou em 28 de outubro de 2018 na Netflix. A série foi criada por Minhaj e Prashanth Venkataramanujam, ambos produtores executivos ao lado de Jim Margolis, Michelle Caputo, Shannon Hartman e Jennie Church-Cooper. Com cinco temporadas até o momento, o programa ganhou um Emmy, um Peabody Award e dois Webby Awards.

## Prêmios e indicações
| Ano  | Prêmio         | Categoria                               | Indicado(a)                   | Resultado | Ref(s)      |
| ---- | -------------- | --------------------------------------- | ----------------------------- | --------- | ----------- |
| 2019 | Peabody Awards | Prêmio de Entretenimento                | Patriot Act with Hasan Minhaj | Venceu    | [ 1 ]       |
| 2019 | Time           | As 100 pessoas mais influentes da Time  | Hasan Minhaj                  | Venceu    | [ 2 ]       |
| 2019 | Webby Awards   | Melhor vídeo de entretenimento          | "Deep Cuts"                   | Venceu    | [ 3 ] [ 4 ] |
| 2019 | Webby Awards   | Realização Especial                     | Hasan Minhaj                  | Venceu    | [ 4 ]       |
| 2019 | Webby Awards   | Campanha Social para Televisão e Cinema | Patriot Act with Hasan Minhaj | Indicado  | [ 5 ]       |
| 2019 | Emmy Awards    | Melhor Design de Movimento              | Patriot Act with Hasan Minhaj | Venceu    | [ 6 ]       |